# Lê Long Đĩnh
Lê Long Đĩnh (chữ Hán: 黎龍鋌 15 tháng 11 năm 986 – 19 tháng 11 năm 1009) là vị hoàng đế thứ 3 cũng là vị hoàng đế cuối cùng của nhà Tiền Lê trong lịch sử Việt Nam. Ông lên ngôi sau khi ám sát người anh trai là Lê Trung Tông để giành ngôi. Lê Long Đĩnh trị vì được 4 năm, từ năm 1005 đến năm 1009. Cái chết đột ngột của ông ở tuổi 23 dẫn đến việc chấm dứt nhà Tiền Lê, quyền lực rơi vào tay Lý Công Uẩn, người lập ra nhà Lý.
Trong sử sách, Lê Long Đĩnh bị coi là dâm loạn, tàn bạo và độc ác, là điển hình của một bạo chúa. Tuy nhiên, gần đây xuất hiện một số ý kiến cho rằng việc Long Đĩnh "dâm loạn quá độ nên bị bệnh trĩ" chỉ là lời dân gian hư cấu từ thời Hậu Lê.

## Xuất thân
Lê Long Đĩnh còn có tên là Lê Chí Trung (黎至忠), sinh vào tháng 10, ngày Bính Ngọ, năm Bính Tuất (tức ngày 15 tháng 11 năm 986) tại kinh đô Hoa Lư, là con trai thứ năm của Lê Đại Hành. Sử không chép rõ về tên của mẹ ông, chỉ ghi là Chi hậu Diệu nữ hoặc sơ hầu Di nữ, và ghi ông là em cùng mẹ với Nam Phong vương Lê Long Việt.
Đại Việt sử ký toàn thư (bản kỷ) chép rằng năm Hưng Thống thứ 4 (992), ông được Lê Đại Hành phong tước Khai Minh vương (開明王), cho thực ấp ở Đằng Châu (Hưng Yên ngày nay).
Năm 1004, Kình Thiên đại vương Lê Long Thâu (con cả của Lê Đại Hành) mất, Lê Đại Hành lập Nam Phong vương Long Việt làm Hoàng thái tử, gia phong Long Đĩnh làm Khai Minh đại vương, Lê Long Tích làm Đông Thành đại vương. Trước đó, theo Đại Việt Sử ký Toàn thư ghi nhận, Lê Long Đĩnh xin làm Thái tử, Lê Đại Hành có ý muốn cho, đình thần bàn nghị lập thứ mà không lập trưởng là không phải lễ, nhà vua bèn thôi.

## Tranh đoạt Hoàng vị
Năm 1005, vua Lê Đại Hành băng hà ở điện Trường Xuân, Thái tử Lê Long Việt cùng với 3 người em khác là Đông Thành vương Lê Long Tích, Trung Quốc vương Lê Long Kính và người em cùng mẹ Khai Minh đại vương Lê Long Đĩnh tranh giành ngôi vị. Sách An Nam chí lược chép rằng: "Lê Hoàn đã chết, mấy người con đều tụ tập binh mã, chia đặt trại sách, quan thuộc ly tán, nhân dân lo sợ".
Các bên giằng co trong 8 tháng, đất nước không có chủ. Tháng 10 năm 1005, Lê Long Việt đánh bại Đông Thành vương khiến Vương phải chạy vào đất Cử Long. Lê Long Việt lại đuổi bắt, Đông Thành vương chạy sang Chiêm Thành, chưa đến nơi thì bị người châu Thạch Hà giết ở cửa biển Cơ La. Lê Long Việt do đó lên ngôi, tức là Trung Tông Hoàng đế. Tuy nhiên, Trung Tông ở ngôi được 3 ngày thì bị Lê Long Đĩnh giết chết. Bầy tôi đều chạy trốn hết, chỉ có Điện tiền quân là Lý Công Uẩn ôm xác mà khóc. Theo Đại Việt sử ký, có nguồn dã sử chép lại chi tiết việc hành thích vua anh của Lê Long Đĩnh: "Đại Hành băng, Trung Tông vâng di chiếu nối ngôi. Long Đĩnh làm loạn, Trung Tông vì anh em cùng mẹ không nỡ giết, tha cho. Sau Long Đĩnh sai bọn trộm cướp đêm trèo tường vào cung giết Trung Tông".
Mùa đông năm 1005, Lê Long Đĩnh xưng là Khai Thiên Ứng Vận Thánh Văn Thần Vũ Tắc Thiên Sùng Đạo Đại Thắng Minh Quang Hiếu Hoàng đế (開天應運聖文神武則天崇道大勝明光孝皇帝), truy tôn mẹ là Hưng Quốc Quảng Thánh Hoàng thái hậu (興國廣聖皇太后). Một số nguồn cho rằng Lê Long Đĩnh truy hiệu cho vua anh Lê Long Việt là Trung Tông, tuy nhiên Đại Việt sử ký tiền biên lại cho rằng đó là hiệu do Lý Công Uẩn truy tôn: Sử cũ chép Đĩnh truy đặt tên thụy cho Ngoạ Triều là Trung Tông Hoàng đế. Nhưng lấy việc Lý Thái Tổ truy đặt tên thụy cho Ngọa Triều mà suy, thi cổ lẽ là triều Lý truy đặt tên thụy cho Trung Tông mới đúng sự thật.
Cùng năm 1005, Ngự Bắc vương Lê Long Cân cùng Trung Quốc vương Lê Long Kính chiếm trại Phù Lan làm phản. Lê Long Đĩnh thân đi đánh, đến Đằng Châu, viên Quản giáp là Đỗ Thị đem việc người anh em họ ngoại là Lê Hấp Ni làm phản tâu lên. Long Đĩnh sai bắt tra hỏi, Hấp Ni và những kẻ dự mưu 12 người đều bị giết. Đến trại Phù Lan, người trong trại đóng cửa trại cố thủ. Đánh không hạ được, bèn vây chặt vài tháng, người trong trại hết lương ăn. Ngự Bắc vương tự biết kế cùng thế khuất, bèn bắt Trung Quốc vương đem nộp. Nhà vua bèn sai chém Trung Quốc vương, tha tội cho Ngự Bắc vương, rồi đem quân đánh Ngự Man vương Lê Long Đinh ở Phong Châu. Ngự Man vương phải chịu hàng. Quân về đến Đằng Châu, đổi tên châu ấy làm phủ Thái Bình. Từ đấy về sau các vương và giặc cướp đều hàng phục cả.
Chuyến đi này khi quân triều đình đánh nhau với người trại Phù Lan, chợt thấy trạm báo tin là giặc Cử Long vào cướp đã đến cửa biển Thần Đầu (nay là cửa biển Thần Phù). Vua Lê Long Đĩnh về đến sông Tham đi sang Ái Châu để đánh quân Cử Long.
Năm 1006, nhà vua phong cho con trưởng là Sạ làm Khai Phong vương, con nuôi là Lê Thiệu Lý làm Sở vương cho ở bên tả; Lê Thiệu Huân làm Hán vương cho ở bên hữu. Ông còn có người con nuôi khác là Lê Ác Thuyên, phong làm Tam Nguyên vương vào năm 1008.
Theo sử gia Ngô Thì Sĩ, hệ quả của việc anh em Long Đĩnh tranh giành ngôi vua đã khiến cho Lý Công Uẩn mạnh lên: Quân Tứ sương (do Lý Công Uẩn chỉ huy) chỉ đứng ngoài bên xem ai thành ai bại, để cho người họ khác vào nắm binh quyền, Công Uẩn dần dần mạnh lên, rồi họ Lý nổi lên không ai ngăn nổi.

## Sự nghiệp trị vì

### Ngoại giao
Nghe tin Lê Đại Hành băng hà, một số quan lại ở vùng biên ải phía Nam của Trung Quốc đã dâng thư về triều, thúc giục Hoàng đế nhà Tống nhanh chóng lợi dụng cơ hội thuận tiện này để xuất quân sang đánh chiếm Đại Cồ Việt. Vua Tống không nghe, cho rằng: Họ Lê thường sai con sang chầu, góc biển ấy vẫn được yên, chưa từng bất trung, bất thuận. Nay nghe tin Lê Hoàn mới mất, chưa có lễ thăm viếng mà đã vội đem quân đánh kẻ đang có tang, đó chẳng phải là việc làm của đấng vương giả.
Năm 1006, Lê Long Đĩnh cho sửa đổi quan chế và triều phục của các quan văn võ và tăng đạo theo đúng như nhà Tống.
Năm 1007, ông sai em là Minh Xưởng và Chưởng Thư ký là Hoàn Thành Nhã dâng tê ngưu trắng cho nhà Tống, xin kinh Đại Tạng. Nhà Tống phong cho vua làm Giao Chỉ quận vương, lĩnh Tĩnh Hải quân Tiết độ sứ và cho tên là Chí Trung, ban tước cho Minh Xưởng và Thành Nhã.
Theo Đại Việt Sử ký Toàn thư, năm 1009, ông lại xin được đặt người coi việc tại chợ trao đổi hàng hóa ở Ung Châu thuộc Trung Hoa, nhưng Tống đế chỉ cho mua bán ở chợ trao đổi hàng hóa tại Liêm Châu và trấn Như Hồng, là những nơi giáp vùng biên giới thôi. Theo An Nam chí lược, vua Tống cho rằng Giao Chỉ thường cướp phá vùng bờ biển nước Tống, nay cho buôn bán ở Ung Châu không tiện, cứ theo lệ cũ là trao đổi hàng hóa tại Liêm Châu và trấn Như Hồng.
Tống sử có ghi lại là "Chí Trung mới 26 tuổi nhưng tàn nhẫn bạo ngược bất pháp, người trong nước không theo"

### Phát triển kinh tế
Khi Hoàng đế đi Ái Châu, đến sông Vũ Lung. Tục truyền: người lội qua sông này phần nhiều bị hại, nhân thể vua sai người bơi lội qua lại đến ba lần, không hề gì, xuống chiếu đóng thuyền để ở các bến sông Vũ Lung, Bạt Cừ, Động Lung bốn chỗ để chở người qua lại.
Khi ông đến Hoàn Giang, sai Phòng át sứ là Hồ Thủ Ích đem hơn 5 nghìn quân của châu Hoan Đường sửa chữa đường từ sông Châu Giáp đến cửa biển Nam Giới để quân đi cho tiện. Ông cũng sai dân Ái Châu đào kênh, đắp đường từ cửa Vân Long qua Đỉnh Sơn đến sông Vũ Lũng.

### Thỉnh kinh về Đại Cồ Việt
Sử chép: Mùa xuân năm Đinh Mùi (1007), Lê Long Đĩnh sai em là Minh Xưởng và Chưởng Thư ký là Hoàng Thành Nhã đem con tê trắng sang biếu nhà Tống, dâng biểu xin Cửu kinh và kinh sách Đại Tạng".
Trong Việt Nam Phật giáo sử lược, thiền sư Thích Mật Thể viết: Niên hiệu Ứng Thiên thứ 14 (1008), sau khi nước ta đã hòa với Tống rồi, vua Đại Hành [đúng ra là Ngọa Triều] sắc ông Minh Xưởng và ông Hoàng Thành Nhã sang sứ nước Trung Hoa, cống hiến đồ thổ sản và xin vua Tống ban cho bộ "Cửu kinh" và "Đại Tạng kinh". Vua Tống trao cho những bộ ấy và cho sứ giả đưa về. Đó là lần đầu tiên nước ta cho người sang cầu kinh bên Trung Hoa vậy.
Cửu kinh gồm: Kinh Dịch, Kinh Thi, Kinh Thư, Kinh Lễ, Kinh Xuân Thu, Hiếu Kinh, Luận Ngữ, Mạnh Tử và Chu Lễ; là 9 bộ sách vĩ đại, nền tảng của văn minh Trung Hoa lần đầu tiên nhập vào Việt Nam theo con đường chính thức (trước đó các sách trên vẫn tồn tại trong giới nho sĩ) là do Lê Long Đĩnh lấy về. Còn kinh Đại Tạng là một bộ sách vĩ đại được rất nhiều thế hệ các cao tăng Trung Hoa sưu tầm và dịch thuật suốt 1.000 năm, từ thế kỷ thứ nhất đến cuối thế kỷ thứ 10 mới in thành sách lần đầu tiên gồm 5.000 quyển.

### Dẹp loạn
Lê Long Đĩnh trong 4 năm cầm quyền đã 5 lần cầm quân đánh dẹp ở các vùng đất thuộc Hưng Yên, Phú Thọ, Tuyên Quang, Thanh Hóa, Nghệ An, Hà Tĩnh ngày nay: 
- Lần thứ nhất (1005): đánh dẹp Ngự Bắc vương Long Ngận và Trung Quốc vương Long Kính ở trại Phù Lan, Long Ngân bắt Long Kính đem nộp vua. Vua cho chém Long Kính và tha tội cho Long Ngân. Sau khi đánh dẹp Long Ngân, Long Kính, vua đem quân đánh Ngự Man vương Long Đinh ở Phong Châu; Long Đinh phải đầu hàng.[14]
- Lần thứ hai (1005): khi đang đánh nhau với người ở trại Phù Lan chợt thấy trạm báo tin là giặc Cử Long vào cướp đã đến cửa biển Thần Phù (Ninh Bình). Vua về đến sông Tham, đi sang Ái Châu để đánh giặc Cử Long.
- Lần thứ ba (1008): đánh người Man ở hai châu Đô Lương và Vị Long.[15]
- Lần thứ tư (1008): đánh giặc ở Hoan châu và châu Thiên Liêu.
- Lần thứ năm (1009): tháng 7, đánh giặc ở các châu Hoan Đường và Thạch Hà.[16]

## Cái chết
Lê Long Đĩnh cai trị được 4 năm, đến tháng 10, ngày Tân Hợi, năm Kỷ Dậu (tức ngày 19 tháng 11 năm 1009) thì qua đời, hưởng dương 24 tuổi. Long Đĩnh mất, con trai là Lê Cao Sạ còn nhỏ tuổi, Lê Minh Đề, Lê Minh Xưởng tranh cướp ngôi vua, bị Lý Công Uẩn giết. Dưới sự vận động và sắp đặt của quan Chi hậu Đào Cam Mộc, triều thần đã tôn Lý Công Uẩn lên ngôi Hoàng đế, sáng lập ra triều đại nhà Lý.
Sách An Nam chí lược chép:
Tháng 3 năm thứ 3 (1010), Chí Trung (Lê Long Đĩnh) mất, có con mới mười tuổi, bị Lý Công Uẩn soán ngôi. Lúc ấy, sứ thần của Chí Trung còn ở Kinh sư, Chân Tông cho biết tin và nói nếu muốn để tang cũng cho phép. Sứ giả chỉ che mặt than khóc mà thôi.
Năm Đại Trung Tường Phù thứ 3 (1010), Chí Trung mất, con còn nhỏ, em là Minh Đề, Minh Sưởng tranh ngôi. Công Uẩn đuổi và giết đi, tự lĩnh việc Giao Châu, xưng là An Nam Tĩnh Hải quân quyền Lưu hậu.

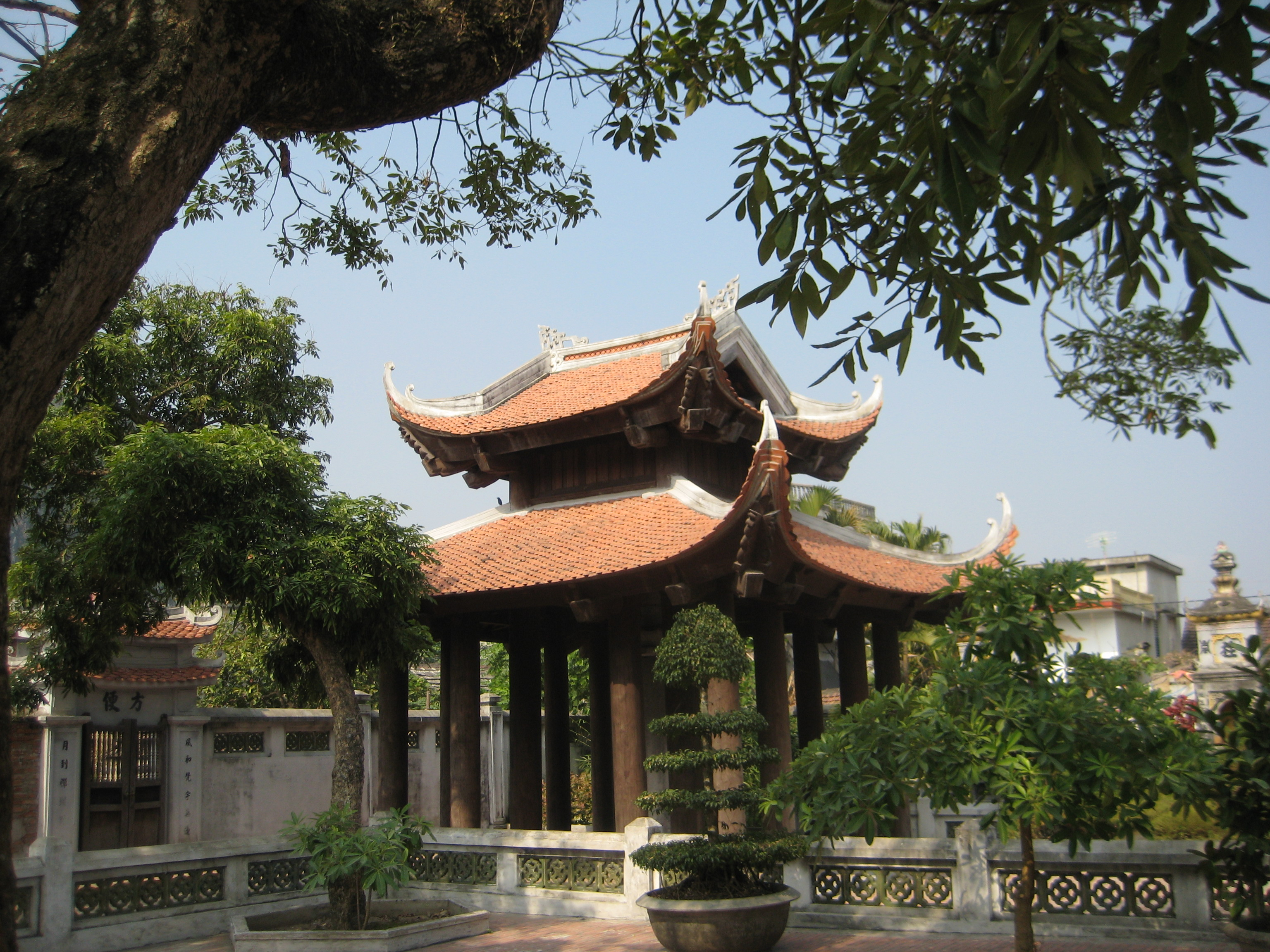
Cột kinh chùa Nhất Trụ ở Cố đô Hoa Lư từ thời Tiền Lê là cột kinh cổ nhất Việt Nam.

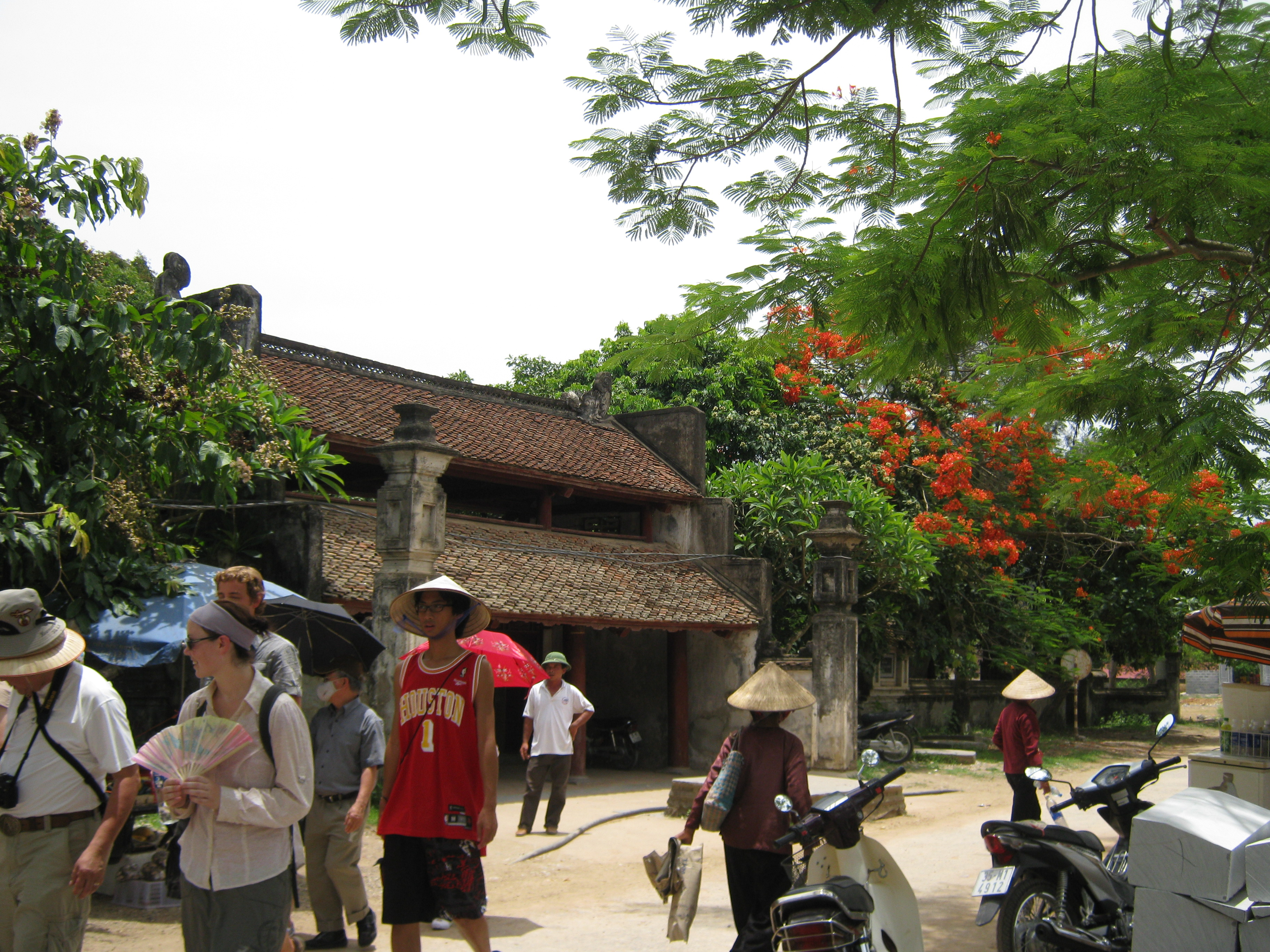
Đền vua Lê Đại Hành, nơi thờ Lê Long Đĩnh.

Các bộ sử cổ của Việt Nam như Việt sử lược, Đại Việt sử ký toàn thư, Đại Việt sử ký tiền biên và Khâm định Việt sử Thông giám cương mục cho rằng tháng 10 năm 1009, Lê Long Đĩnh mất và cái chết của ông là hậu quả của sự hoang dâm, mê tửu sắc. Riêng cuốn Đại Việt sử ký tiền biên của sử gia Ngô Thì Sĩ thì cho biết thêm có nguồn dã sử cho rằng Lý Công Uẩn giết Lê Long Đĩnh để đoạt ngôi, và bản thân sử gia ủng hộ điều đó:
| “                                       | Có người hỏi Khai Minh vương [tức Lê Long Đĩnh] hung hãn bạo ngược, Lý Thái Tổ địa vị danh vọng ngày một cao, trong ngoài đều là tâm phúc, Lý Thái Tổ rất căm phẫn trước tội ác giết anh cướp ngôi của Khai Minh vương, nhân lúc Khai Minh vương bệnh tật, sai người vào đầu độc giết đi rồi giấu kín việc đó, nên sử không được chép. Nếu quả như vậy, cũng là đạo trời hay báo, cho nên chép phụ vào đây để làm răn. | ” |
| — Đại Việt sử ký tiền biên - Ngô Thì Sĩ | |   |

Đại Việt sử ký toàn thư chép thái độ của Lý Công Uẩn sau khi được sư Vạn Hạnh nói về sấm truyền họ Lý sẽ làm vua:
"Công Uẩn sợ câu nói ấy tiết lộ, bảo người anh em đem Vạn Hạnh giấu ở Tiêu Sơn. Song từ đấy cũng lấy thế tự phụ, mới nảy lòng ngấp nghé ngôi vua".
Sử gia Ngô Sĩ Liên trong Đại Việt sử ký toàn thư có lời bình:
"Nhà Lê thay nhà Đinh, nhà Lý thay nhà Lê, nhà Trần thay nhà Lý,... nói cho cùng, cũng đều chưa khỏi tiếng cướp ngôi".
An Nam chí lược của Lê Tắc cũng chép thái độ của Tống Nhân Tông khi Lý Công Uẩn cướp ngôi vua, sang Tống triều cống và xin chiếu chỉ:
"Chí Trung bất nghĩa mà được ngôi, nay Công Uẩn bắt chước làm bậy, lại càng đáng ghét".
Nhà sử học Phạm Văn Sơn trong trong Việt sử toàn thư (1960) cũng có nhận định:
"Lý Công Uẩn cướp ngôi Nhà Tiền Lê, Lê Hoàn tư thông với Dương hậu thay thế Nhà Đinh, Trần Thủ Độ lừa gạt một cô gái nhỏ (Lý Chiêu Hoàng), xét việc họ Mạc cướp ngôi Nhà Hậu Lê còn đàng hoàng hơn."
Mặc dù trong chính sử, kể cả Đại Việt sử ký tiền biên, đều ghi nhận việc triều đình suy tôn Lý Công Uẩn lên ngôi và không ghi nhận một cuộc nổi dậy nào của những người nhân danh trung thành với nhà Tiền Lê để chống lại nhà Lý sau khi triều đại này hình thành nhưng ngày nay, một số tư liệu tìm thấy trong dân gian mà điển hình như sách Nghệ An ký của Bùi Dương Lịch có đoạn chép: 
Tục truyền rằng nhà Tiền Lê có con vua Lê Đại Hành đóng giữ ở Công Trung, châu trị Diễn Châu chôn mẹ ở đó. Đến khi nhà Lý cướp ngôi nhà Lê bèn chiếm cứ châu ấy xưng vua. Vua Lý đánh mãi không được, bèn ngầm sai người quật huyệt ấy lên, rồi lại đánh thì phá được.
Nhà Tiền Lê kết thúc, trải qua 3 đời, tồn tại 29 năm. Sách sử thời sau thường gọi Lê Long Đĩnh với hiệu Ngọa Triều Hoàng đế mà không cho biết nguồn gốc, cũng không nói đó có phải thụy hiệu hay không (Khâm định Việt sử Thông giám cương mục cho rằng đây không phải thụy hiệu). Riêng trong Đại Việt sử ký tiền biên lại cho rằng Lý Công Uẩn là người đã truy tôn cho Lê Long Đĩnh thụy hiệu đó. Ngô Thì Sĩ, chủ biên của Đại Việt sử ký tiền biên chỉ hoài nghi nhưng vẫn nhận xét điều này là một việc không tốt:
 Xét việc Long Đĩnh cướp ngôi, cố nhiên không đáng được thụy hiệu đẹp, mà cái tên "Ngoạ Triều" cũng không đúng. Có lẽ Lý Thái Tổ muốn dùng thụy hiệu xấu để gán cho, mà không biết rằng từ xưa những đế vương nào không đáng là vua thì hoặc gọi là phế đế, mạt đế hoặc lấy cái tên khi bị phế mà chép. Còn như cái hiệu "Ngoạ Triều" thì thô bỉ không căn cứ, hơn nữa Long Đĩnh cướp ngôi của anh mà được nước, thì nên theo cách chép của Cương mục vè Tề vương Trọng Quý, chỉ tước bỏ hiệu đế, vãn chép là Khai Minh Vương, không cho được tự xưng là "đế".

## Đánh giá
Trong Đại Việt sử ký toàn thư, Lê Văn Hưu nói:
Ngọa Triều giết anh, tự lập làm vua; bạo ngược với dân chúng để thỏa lòng hung ác, đến nỗi mất nước mất ngôi, không phải là sự bất hạnh của nhà Lê, lỗi ở Đại Hành không sớm đặt Thái tử và do Trung Tông không biết phòng giữ từ khi mới chớm nên đến nỗi thế.
Đại Việt sử lược viết về vua Lê Ngọa Triều:
Niên hiệu Cảnh Thụy năm thứ 1 (1008), Vua thân đi đánh hai châu Đô Lương, Vị Long, bắt được người Man và vài trăm con người, sai lấy gậy đánh, người Man đau quá kêu gào, nhiều lần phạm tên húy của Đại Hành, vua thích lắm. Lại tự làm tướng đi đánh Hoan Châu [Nghệ An] và châu Thiên Liễu, bắt được người thì làm chuồng nhốt vào rồi đốt.
Vua tính hiếu sát, phàm người bị hành hình, hoặc sai lấy cỏ gianh quấn vào người mà đốt, để cho lửa cháy gần chết, hoặc sai kép hát người Tống là Liêu Thủ Tâm lấy dao ngắn dao cùn xẻo từng mảnh, để cho không được chết chóng. Người ấy đau đớn kêu gào thì Thủ Tâm nói đùa rằng: "Nó không quen chịu chết". Vua cả cười. Phàm đánh trận, bắt được quân địch vua cho áp giải đến bờ sông. Lúc nước thủy triều rút xuống thì sai làm cái chuồng dưới nước, rồi đuổi tù binh vào trong chuồng. Khi nước thủy triều dâng lên, tù binh ngộp hơi thì hả miệng ra rồi uống nước mà chết. Lại bắt [tù nhân] treo lên cây cao rồi sai người ở dưới chặt cây. Có khi vua đi chơi ở sông Chi Ninh, sông có nhiều thuồng luồng, bèn trói người ở một bên ghe, rồi cho ghe qua lại ở giữa dòng nước, khiến cho thuồng luồng nó sát hại đi. Còn phàm những con vật (nuôi để cúng tế) đem cung cấp cho nhà bếp, trước tiên phải sai người khiên vào để tự tay vua đâm chết đã, rồi sau mới giao cho người nấu bếp. Lại khi, nhà vua đặt mía trên đầu bậc tu hành là đức Tăng thống Quách Mão mà róc, rồi giả vờ sút tay dao phập vào đầu Quách Mão chảy máu ra, vua cười rầm lên. Hoặc đêm đến vua sai làm thịt mèo để cho các tước vương xơi. Ăn xong vua đem đầu mèo bày ra, các tước vương đều mửa thốc mửa tháo. Mỗi khi đến buổi chầu thì sai những tên hề ra nói leo lẻo luôn mồm để làm khỏa lấp lời những ai bẩm bạch về việc gì. Lại thấy kẻ giữ cung làm món chả thì đến cùng người tranh nhau mà ăn...
Một số ý kiến cho rằng những hành vi tàn nhẫn của Lê Long Đĩnh đã bị sử sách đời sau nói quá lên để tạo sự chính danh cho việc Lý Công Uẩn đoạt ngôi nhà Lê lập ra nhà Lý. Tuy nhiên, ngay cả Tống sử (bộ sử do Trung Quốc soạn thảo, tập hợp các tài liệu từ nhà Tống đương thời nên không cần thiên vị Lý Công Uẩn) cũng viết là "Chí Trung mới 26 tuổi nhưng tàn nhẫn bạo ngược bất pháp, người trong nước không theo". Điều này cho thấy tiếng ác của Lê Long Đĩnh đã truyền cả sang nước lân bang, không thể là ngụy tạo.

## Nghi vấn bệnh trĩ
Trong Toàn thư thời Hậu Lê có ghi: "Dã sử chép: vua say đắm tửu sắc phát ra bệnh trĩ", theo đó việc này chỉ là lời đồn dân gian (dã sử) đương thời. Khâm định Việt sử Thông giám cương mục thời Nguyễn cũng dẫn lại và khẳng định Lê Long Đĩnh vì mắc bệnh trĩ nên khi ra thiết triều phải nằm, vì vậy tục gọi là Lê Ngọa Triều. Sách Đại Việt sử ký tiền biên thời Tây Sơn hoài nghi tên hiệu này là do Lý Công Uẩn đặt ra để bôi nhọ. Trong có đoạn:
Xét việc Long Đĩnh cướp ngôi, cố nhiên không đáng được thụy hiệu đẹp, mà cái tên Ngọa Triều cũng không đúng. Có lẽ Lý Thái Tổ muốn dùng thụy hiệu xấu để gán cho, mà không biết rằng từ xưa những đế vương nào không đáng làm vua thì gọi là Phế đế, Mạt đế hoặc lấy cái tên khi bị phế mà chép. Còn như cái hiệu "Ngọa Triều" thì thô bỉ không căn cứ?
Theo ý kiến của một số nhà khoa học ngày nay, bệnh trĩ là bệnh có liên quan đến cấu tạo của thành tĩnh mạch và huyết động học vùng chậu, các tĩnh mạch ở vùng hậu môn phồng lớn ra tạo thành búi trĩ. Nếu các búi trĩ chiếm trên 180 độ thì được xếp vào loại 4. Bệnh trĩ ở giai đoạn mà bệnh nhân phải nằm là ở giai đoạn 4, là giai đoạn nặng mà biện pháp điều trị là phẫu thuật, các giải pháp này ở gần năm 1010 chưa có.
Nhà nghiên cứu Tạ Chí Đại Trường cũng có lời bình như sau:
"Mùa đông tháng Mười chết mà trong năm đó Ngọa Triều còn ở trên công trường xây dựng đường sá, suy nghiệm ra một cách rất thực tế về việc dò tìm lối có thể qua sông dễ dàng. Mùa thu tháng Bảy ông còn ở trên chiến trường Nghệ An, bỏ đường thủy theo đường bộ về kinh đô,... Nói nhiều về tội của Ngọa Triều chỉ vì sử quan mang tính cách phe phái trong ghi chép: Họ oán giận chuyện Ngọa Triều róc mía trên đầu Tăng thống Quách Mão mà lại cố tình lỡ tay làm chảy máu, và cười! Toàn thư chỉ nói đến "nhà sư Quách Ngang" nhưng bấy nhiêu đó cũng là đủ kể tội Ngọa Triều rồi, vì mãi đến bây giờ khi nói về sự tàn ác của ông ta, có sách cũng chỉ viện dẫn đến chứng cớ ấy mà thôi."
Nhà báo Hoàng Hải Vân trên báo Thanh niên điện tử cho rằng khó tin được Lê Long Đĩnh là người "dâm dục quá độ, mắc bệnh không ngồi được" (ngọa triều) vì trong suốt thời gian ngắn 4 năm cầm quyền ông đã tự mình làm tướng đi chinh phạt đến 5 lần và trận chiến cuối cùng mà Lê Long Đĩnh tham dự trước khi ông chết là 2 tháng (trận vua đem quân đi đánh châu Hoan Đường, Thạch Hà vào mùa thu tháng 7 năm Kỷ Dậu 1009). Theo nhà báo này, cầm quân đánh giặc liên miên như vậy phải là một người cường tráng.
Về thụy hiệu "Ngọa Triều", Khâm định Việt sử Thông giám cương mục chính biên quyển thứ nhất của nhà Nguyễn cho rằng cách gọi này không chính xác vì Long Đĩnh không có thụy hiệu:
Long Đĩnh giết anh mà tự lập, hoang dâm thành bệnh, nằm mà coi chầu, nhân gọi là Ngọa Triều. Sử cũ chép là "Ngọa Triều Hoàng đế", có lẽ là theo tên gọi thời bấy giờ, chứ không phải là tên thụy. Chép vậy thật là trái thường quá lắm! Này, đã không có tên thụy, thì cứ chép thẳng tên thực, đó là biến lệ của sử Cương mục (Trung Quốc). Nay đổi lại, chép là "Đế Long Đĩnh" để cho hợp với ý nghĩa và thể lệ của Cương mục dẫn trên.

## Thờ cúng
Lê Long Đĩnh được đúc tượng và thờ cúng cùng với vua cha Lê Đại Hành tại 4 địa điểm là đền Vua Lê Đại Hành ở khu di tích Cố đô Hoa Lư (Ninh Bình), đền Lăng ở quê hương Liêm Cần; đình Yến ở xã Thanh Hà đều thuộc Thanh Liêm (Hà Nam) và Di tích quốc gia đình An Lãng, xã Văn Tự, Thường Tín, Hà Nội.
Hoàng đế Lê Long Đĩnh từng được Lê Đại Hành giao trấn giữ Đằng Châu, đồng thời là người khai sáng tên gọi phủ Thái Bình, nay là 2 tỉnh Thái Bình và Hưng Yên nên ông cũng được nhân dân nhiều vùng 2 nơi này lập làm Thành hoàng làng thờ phụng.
Thần tích đền Mây ở Hưng Yên, nơi thờ sứ quân Phạm Bạch Hổ có ghi đoạn liên quan đến vua như sau:
Lê Long Đĩnh đang lúc làm Khai Minh vương, có thực ấp ở Đằng Châu, thường đến làng đó; thuyền đang đi giữa sông, đang lúc vua du lãm, bỗng nhiên ban ngày tối đen, mây kéo mù mịt, rồi gió mưa ào đến, ông bảo kiếm chỗ đậu tránh, thấy trên bờ cao có đền thờ mới hỏi người trong thôn rằng đền thờ ấy thờ thần gì. Thôn dân thưa là đền thờ thần Thổ Địa của Đằng Châu. Ông mới lớn tiếng bảo rằng:
Thần như có linh thì làm thế nào cho lui được gió mưa khiến bên này tạnh, bên kia mưa thì ta mới tin là có linh nghiệm.
Nói đoạn quả nhiên nửa sông gió, nửa sông mưa, vua khỏi bị ướt áo xiêm. Vua Lê Long Đĩnh rất lấy làm lạ, bảo trùng tu lại miếu cũ. Từ đó đổi Đằng Châu thành phủ Thái Bình.

## Trong văn hóa đại chúng
| Năm  | Tác phẩm                                | Diễn viên        |
| 2010 | Khát vọng Thăng Long                    | Vũ Đình Toàn     |
| 2010 | Huyền sử thiên đô                       | Trung Dũng       |
| 2011 | Về đất Thăng Long                       | Lâm Minh Thắng   |
| 2011 | Lý Công Uẩn: Đường tới thành Thăng Long | Nguyễn Mạnh Quân |